# Ferradosa
Ferradosa é uma povoação portuguesa do Município de Alfândega da Fé que foi sede da Freguesia de Ferradosa, freguesia que tinha 16,03 km² de área e 160 habitantes (2011), e, portanto, uma densidade populacional de 10 hab/km².
A Freguesia de Ferradosa foi extinta (agregada) em 2013, no âmbito de uma reforma administrativa nacional, tendo sido agregada à freguesia de Sendim da Serra, para formar uma nova freguesia denominada União das Freguesias de Ferradosa e Sendim da Serra da qual é sede.

## População
| População da freguesia de Ferradosa (1864 – 2011) | População da freguesia de Ferradosa (1864 – 2011) | População da freguesia de Ferradosa (1864 – 2011) | População da freguesia de Ferradosa (1864 – 2011) | População da freguesia de Ferradosa (1864 – 2011) | População da freguesia de Ferradosa (1864 – 2011) | População da freguesia de Ferradosa (1864 – 2011) | População da freguesia de Ferradosa (1864 – 2011) | População da freguesia de Ferradosa (1864 – 2011) | População da freguesia de Ferradosa (1864 – 2011) | População da freguesia de Ferradosa (1864 – 2011) | População da freguesia de Ferradosa (1864 – 2011) | População da freguesia de Ferradosa (1864 – 2011) | População da freguesia de Ferradosa (1864 – 2011) | População da freguesia de Ferradosa (1864 – 2011) |
| ------------------------------------------------- | ------------------------------------------------- | ------------------------------------------------- | ------------------------------------------------- | ------------------------------------------------- | ------------------------------------------------- | ------------------------------------------------- | ------------------------------------------------- | ------------------------------------------------- | ------------------------------------------------- | ------------------------------------------------- | ------------------------------------------------- | ------------------------------------------------- | ------------------------------------------------- | ------------------------------------------------- |
| 1864                                              | 1878                                              | 1890                                              | 1900                                              | 1911                                              | 1920                                              | 1930                                              | 1940                                              | 1950                                              | 1960                                              | 1970                                              | 1981                                              | 1991                                              | 2001                                              | 2011                                              |
| 454                                               | 440                                               | 483                                               | 493                                               | 493                                               | 441                                               | 519                                               | 508                                               | 519                                               | 485                                               | 389                                               | 377                                               | 327                                               | 242                                               | 160                                               |

## Localidades
A Freguesia era composta por duas aldeias:
- Ferradosa
- Picões